# عائد وريدي

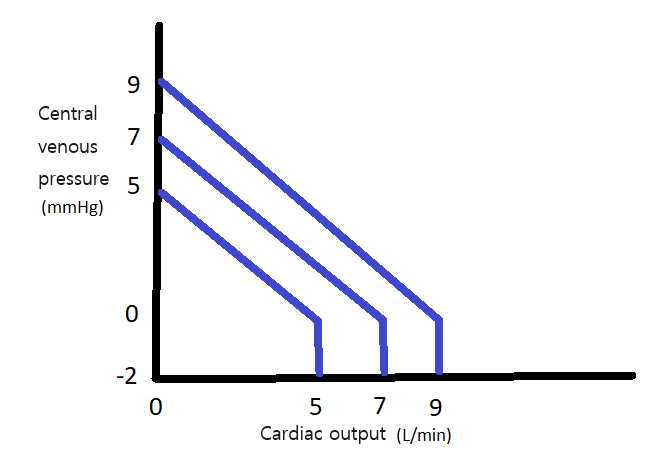

العائد الوريدي (بالإنجليزية: Venous return)‏ هو عودة في جريان الدم إلى القلب. العائد الوريدي يحد من النتاج القلبي.
إن تراكب منحنى وظيفة القلب ومنحنى العائد الوريدي يستخدم في نموذج ديناميكي دموي.

## عوامل تؤثر على العائد الوريدي
- الضخ العضلي الوريدي
- نقصان مواسعة الأوعية الدموية
- انضغاط الوريد الأجوف
- جاذبية
- ضخ القلب